# Prenomi olandesi
Questa voce raccoglie i prenomi tipici della lingua olandese e fiamminga, con eventuali varianti e ipocoristici e alterazioni e l'equivalente in italiano (dove esiste).

## A
Maschili
| Nome       | Varianti                          | Ipocoristici e alterazioni     | Corrispondente italiano |
| ---------- | --------------------------------- | ------------------------------ | ----------------------- |
| Abea       |                                   |                                |                         |
| Abrahama   |                                   | Brama, Braama                  | Abramo                  |
| Adama      |                                   |                                | Adamo                   |
| Adea       |                                   |                                |                         |
| Adelberta  | Elberta                           |                                | Adalberto               |
| Adolfa     |                                   | Dolf                           | Adolfo                  |
| Adriaana   | Adriaen, Arjana, Arjen, Adrianusa | Ariea, Ada                     | Adriano                 |
| Alberta    | Aelbert                           | Berta                          | Alberto                 |
| Alderta    |                                   |                                | Adalardo                |
| Alexandera |                                   | Alexa, Lexa                    | Alessandro              |
| Alfonsa    |                                   | Fonsa, Funsa, Funskea          | Alfonso                 |
| Alfreda    |                                   |                                | Alfredo                 |
| Aloysiusa  |                                   |                                | Aloisio                 |
| Alwina     |                                   |                                |                         |
| Ambroosa   |                                   | Broosa                         | Ambrogio                |
| Andreasa   | Andriesa                          | Dries                          | Andrea                  |
| Antoona    | Antona, Antoniea, Antoniusa       | Tona, Teuna, Teunisa, Theunisa | Antonio                 |
| Arenda     | Arnouda                           | Aarta                          | Arnaldo                 |
| Arthura    |                                   | Tuura                          | Arturo                  |
| Augustijna |                                   | Stijna, Tijna                  | Agostino                |
| Augustusa  |                                   | Guusa                          | Augusto                 |

Femminili
| Nome       | Varianti              | Ipocoristici e alterazioni                                     | Corrispondente italiano |
| ---------- | --------------------- | -------------------------------------------------------------- | ----------------------- |
| Adelheida  |                       | Aleida, Aleidaa, Aletta, Elkea, Heidia                         | Adelaide                |
| Agnesa     | Agnietje              | Nesa, Neskea                                                   | Agnese                  |
| Albertinaa |                       |                                                                | Alberta                 |
| Aldegondaa |                       |                                                                | Aldegonda               |
| Alexandraa |                       | Alexa                                                          | Alessandra              |
| Alidaa     | Aeltje                |                                                                | Alida                   |
| Amaliaa    |                       |                                                                | Amalia                  |
| Amandaa    |                       |                                                                | Amanda                  |
| Ambera     |                       |                                                                | Ambra                   |
| Ameliaa    |                       |                                                                | Amelia                  |
| Angelaa    |                       | Angeliena, Angelinaa, Liena                                    | Angela                  |
| Angeliquea |                       | Liekea                                                         | Angelica                |
| Anitaa     |                       |                                                                | Anita                   |
| Annabela   |                       |                                                                | Annabella               |
| Annea      | Annaa, Hannea, Hannaa | Annikaa, Anikaa, Ansa, Antjea, Ankea, Annekea, Hanneke, Anouka | Anna                    |
| Anneliena  |                       | Liena                                                          |                         |
| Anneliesa  |                       |                                                                | Annalisa                |
| Annemariea |                       |                                                                | Annamaria               |
| Antoniaa   |                       | Teunaa, Teuntje                                                | Antonia                 |
| Augustaa   |                       | Gustaa                                                         | Augusta                 |

## B
Maschili
| Nome          | Varianti  | Ipocoristici e alterazioni   | Corrispondente italiano |
| ------------- | --------- | ---------------------------- | ----------------------- |
| Balthazar     | Balthasar | Baltus                       | Baldassarre             |
| Barent        |           |                              |                         |
| Barthold      |           |                              |                         |
| Bartholomeusa |           | Barta, Bartela, Meesa, Miesa | Bartolomeo              |
| Benedicta     |           | Bena                         | Benedetto               |
| Benjamina     |           | Bena                         | Beniamino               |
| Bernharda     |           | Bena                         | Bernardo                |
| Bonifaasa     |           | Faasa                        | Bonifacio               |
| Boudewijna    |           |                              | Baldovino               |
| Brechta       |           |                              |                         |

Femminili
| Nome      | Varianti | Ipocoristici e alterazioni | Corrispondente italiano |
| --------- | -------- | -------------------------- | ----------------------- |
| Beatrixa  |          |                            | Beatrice                |
| Bentea    |          |                            | Benedetta               |
| Brechtjea |          |                            |                         |
| Brigittaa |          |                            | Brigida                 |

## C
Maschili
| Nome         | Varianti                | Ipocoristici e alterazioni                    | Corrispondente italiano |
| ------------ | ----------------------- | --------------------------------------------- | ----------------------- |
| Caspera      | Kaspera, Jasper, Jesper | Casa                                          | Gaspare                 |
| Christiaana  |                         | Chrisa                                        | Cristiano               |
| Christoffela |                         | Chrisa, Stoffel                               | Cristoforo              |
| Clemens      |                         |                                               | Clemente                |
| Conrad       |                         |                                               | Corrado                 |
| Constantijna |                         | Stijna                                        | Costantino              |
| Cornelisa    | Corneliusa, Kerneelsa   | Cornéa, Keesa, Ceesa, Krelis, Nielsa, Neeltje | Cornelio                |

Femminili
| Nome       | Varianti   | Ipocoristici e alterazioni         | Corrispondente italiano |
| ---------- | ---------- | ---------------------------------- | ----------------------- |
| Carlaa     |            |                                    | Carla                   |
| Carolaa    |            |                                    | Carola                  |
| Caroliena  | Carolinea  | Liena                              | Carolina                |
| Catharinaa |            | Catoa                              | Caterina                |
| Ceciliaa   | Cécilea    | Cillaa, Silkea                     | Cecilia                 |
| Chantala   |            |                                    |                         |
| Charlottea |            | Lottea                             | Carlotta                |
| Christinaa | Christinea | Chrisa, Stiena                     | Cristina                |
| Clara      | Klara      | Klaartje                           | Chiara                  |
| Claudiaa   |            |                                    | Claudia                 |
| Corneliaa  |            | Cokkiea, Corriea, Neeltje, Nelleke | Cornelia                |

## D
Maschili
| Nome       | Varianti   | Ipocoristici e alterazioni                  | Corrispondente italiano |
| ---------- | ---------- | ------------------------------------------- | ----------------------- |
| Daam       |            |                                             |                         |
| Daniëla    |            | Daana                                       | Daniele                 |
| Davida     |            |                                             | Davide                  |
| Dennisa    | Dionijs    |                                             | Dionigi                 |
| Diederika  | Diedericka | Diedea, Tiedea, Dicka, Dirka, Dirck, Dirkje | Teodorico               |
| Dominicusa |            |                                             | Domenico                |

Femminili
| Nome      | Varianti | Ipocoristici e alterazioni | Corrispondente italiano |
| --------- | -------- | -------------------------- | ----------------------- |
| Daphnea   |          |                            | Dafne                   |
| Deboraa   |          |                            | Debora                  |
| Denisea   |          |                            | Dionisia                |
| Dianaa    |          |                            | Diana                   |
| Dianthaa  |          |                            |                         |
| Diederika |          | Dirkje                     | Teodorica               |
| Dorotheaa | Doortje  |                            | Dorotea                 |

## E
Maschili
| Nome     | Varianti | Ipocoristici e alterazioni | Corrispondente italiano |
| -------- | -------- | -------------------------- | ----------------------- |
| Eduarda  |          | Eda                        | Edoardo                 |
| Edwina   |          |                            | Edvino                  |
| Eelke    |          |                            |                         |
| Egberta  |          |                            | Egberto                 |
| Eliaa    |          |                            | Elia                    |
| Emerensa |          | Rensa                      | Emerenzio               |
| Epke     |          |                            |                         |
| Erika    |          |                            | Erico                   |
| Ernsta   |          |                            | Ernesto                 |
| Erwina   |          |                            | Ervino                  |
| Esméa    |          |                            |                         |
| Ewouda   | Ewouta   |                            | Evaldo                  |

Femminili
| Nome       | Varianti             | Ipocoristici e alterazioni                   | Corrispondente italiano |
| ---------- | -------------------- | -------------------------------------------- | ----------------------- |
| Editha     |                      |                                              | Editta                  |
| Eefke      |                      |                                              |                         |
| Eelke      |                      |                                              |                         |
| Eleonoraa  |                      | Ellena, Noortje                              | Eleonora                |
| Elisabetha | Lijsbetha, Liesbetha | Betjea, Ellya, Ilsea, Liesa, Liesea, Liesjea | Elisabetta              |
| Elisea     |                      |                                              | Elisa                   |
| Elke       |                      |                                              |                         |
| Elsea      | Elsa, Elsjea         |                                              | Elsa                    |
| Emmaa      | Imaa                 | Emmya                                        | Emma                    |
| Esméa      | Esméea               |                                              |                         |
| Esthera    |                      |                                              | Ester                   |
| Evaa       |                      |                                              | Eva                     |
| Eveliena   | Evelinea             | Liena                                        | Evelina                 |

## F
Maschili
| Nome       | Varianti        | Ipocoristici e alterazioni  | Corrispondente italiano |
| ---------- | --------------- | --------------------------- | ----------------------- |
| Fabiana    |                 |                             | Fabiano                 |
| Felixa     |                 |                             | Felice                  |
| Femmea     |                 |                             |                         |
| Ferdinanda |                 | Ferdia                      | Ferdinando              |
| Filiberta  |                 |                             | Filiberto               |
| Filippusa  | Filipa, Philipa | Flipa                       | Filippo                 |
| Florisa    | Floora          |                             | Fiorenzo                |
| Franka     |                 |                             | Franco                  |
| Fransa     | Franciscusa     |                             | Francesco               |
| Frederika  |                 | Freda, Freeka, Fritsa, Rika | Federico                |

Femminili
| Nome      | Varianti | Ipocoristici e alterazioni | Corrispondente italiano |
| --------- | -------- | -------------------------- | ----------------------- |
| Feliciaa  |          |                            | Felicia                 |
| Felinea   |          |                            |                         |
| Femkea    |          |                            |                         |
| Filomenaa |          |                            | Filomena                |
| Fleura    |          | Fleurettea                 | Fiore                   |
| Floora    |          | Floortjea                  | Flora                   |
| Florinaa  |          |                            | Fiorina                 |
| Fransje   |          | Sien                       | Francesca               |
| Fredrika  |          | Rikaa                      | Federica                |

## G
Maschili
| Nome      | Varianti         | Ipocoristici e alterazioni | Corrispondente italiano |
| --------- | ---------------- | -------------------------- | ----------------------- |
| Gabriëla  |                  |                            | Gabriele                |
| Gerharda  | Gerarda, Gerrita | Geerta, Gerda, Gerrya      | Gerardo                 |
| Gerbena   |                  |                            |                         |
| Gerlacha  |                  |                            |                         |
| Gerolfa   | Gerlofa          |                            |                         |
| Gerolta   |                  | Gerrya                     | Giraldo                 |
| Gervaas   |                  |                            | Gervasio                |
| Giel      |                  |                            |                         |
| Gijsberta | Gysbert          | Gijsa                      |                         |
| Gilberta  |                  |                            | Gilberto                |
| Gillisa   |                  |                            | Egidio                  |
| Godfrieda | Govert           |                            | Goffredo                |
| Gregor    |                  |                            | Gregorio                |
| Gustaafa  |                  | Guusa                      | Gustavo                 |

Femminili
| Nome        | Varianti                                                | Ipocoristici e alterazioni                 | Corrispondente italiano |
| ----------- | ------------------------------------------------------- | ------------------------------------------ | ----------------------- |
| Gabriëllea  |                                                         | Gerdaa                                     | Gabriella               |
| Geertruidaa | Geertruda, Geertruijd, Gertruidaa, Gertrudea, Gertrudis | Geertjea, Giertje, Trudiea, Trudya, Truusa | Geltrude                |
| Geesje      |                                                         |                                            |                         |
| Gemmaa      |                                                         |                                            | Gemma                   |
| Georginaa   |                                                         |                                            | Giorgia                 |
| Gerardaa    |                                                         | Gerrya                                     | Gerarda                 |
| Gilbertaa   |                                                         |                                            | Gilberta                |
| Giselaa     |                                                         |                                            | Gisella                 |
| Godelievea  |                                                         | Lievea                                     |                         |
| Greeta      | Greetjea, Grieta                                        |                                            | Greta                   |

## H
Maschili
| Nome        | Varianti                                | Ipocoristici e alterazioni                          | Corrispondente italiano |
| ----------- | --------------------------------------- | --------------------------------------------------- | ----------------------- |
| Hendrika    | Hendrick, Hendrikus                     | Heina, Heikoa, Heikea, Henka, Henniea, Hennya, Rika | Enrico                  |
| Hermana     | Hermanusa                               | Harma, Mannesa                                      | Ermanno                 |
| Hieronymusa |                                         |                                                     | Girolamo                |
| Huberta     | Hubertusa, Hubrechta, Huijbert, Huybert | Huuba                                               | Uberto                  |
| Hugoa       |                                         |                                                     | Ugo                     |

Femminili
| Nome      | Varianti                                                                   | Ipocoristici e alterazioni                                   | Corrispondente italiano |
| --------- | -------------------------------------------------------------------------- | ------------------------------------------------------------ | ----------------------- |
| Hadewycha |                                                                            | Hedya                                                        | Edvige                  |
| Heleena   | Helenaa, Elin                                                              | Heleentjea, Leentje                                          | Elena                   |
| Hendrikaa | Hendrikjea, Hendrinaa, Henriettaa, Henriëttea, Henriettea, Henniea, Hennya | Heintjea, Drikaa, Jettaa, Jettea, Jetje, Jet, Jetteke, Rikaa | Enrica                  |
| Hildea    | Hildaa                                                                     |                                                              | Ilda                    |

## I
Maschili
| Nome    | Varianti | Ipocoristici e alterazioni | Corrispondente italiano |
| ------- | -------- | -------------------------- | ----------------------- |
| Ignaasa |          |                            | Ignazio                 |
| Ivoa    | Yvoa     |                            | Ivo                     |
| Izaäka  |          |                            | Isacco                  |
| Ireneus | Ireneüs  |                            | Ireneo                  |

Femminili
| Nome      | Varianti  | Ipocoristici e alterazioni | Corrispondente italiano |
| --------- | --------- | -------------------------- | ----------------------- |
| Idaa      |           |                            | Ida                     |
| Ingea     |           |                            |                         |
| Irenaa    |           |                            | Irene                   |
| Irisa     |           |                            | Iris                    |
| Isabellaa | Isabellea | Isaa                       | Isabella                |

## J
Maschili
| Nome      | Varianti                           | Ipocoristici e alterazioni                           | Corrispondente italiano   |
| --------- | ---------------------------------- | ---------------------------------------------------- | ------------------------- |
| Jacoba    | Jacobusa, Jakoba                   | Jaapa, Sjaaka, Sjakiea, Coosa, Koosa, Cobusa, Kobusa | Giacomo, Giacobbe, Iacopo |
| Jellea    |                                    |                                                      |                           |
| Jeroena   |                                    |                                                      | Girolamo                  |
| Jessea    |                                    |                                                      |                           |
| Joba      |                                    |                                                      | Giobbe                    |
| Jochema   |                                    |                                                      | Gioacchino                |
| Jodocusa  | Judocusa                           | Joosa, Joosta                                        |                           |
| Joëla     |                                    |                                                      | Gioele                    |
| Joeria    |                                    |                                                      |                           |
| Johannesa | Joannes, Johana, Jana              | Jenne, Hannea, Hannesa, Hansa, Joopa                 | Giovanni                  |
| Jonasa    |                                    |                                                      | Giona                     |
| Jonathana |                                    |                                                      | Gionata                   |
| Jordaana  |                                    | Joorda                                               | Giordano                  |
| Jorisa    | Joren, Jurgena, Jurriaana, Yoricka | Sjorsa                                               | Giorgio                   |
| Jozefa    |                                    | Jefa, Sjefa, Zefa, Josa, Joepa, Joopa, Joosa, Joosta | Giuseppe                  |
| Jozuaa    |                                    |                                                      | Giosuè                    |
| Justusa   |                                    | Joosa, Joosta                                        | Giusto                    |

Femminili
| Nome      | Varianti                        | Ipocoristici e alterazioni                                                             | Corrispondente italiano |
| --------- | ------------------------------- | -------------------------------------------------------------------------------------- | ----------------------- |
| Jacobaa   | Jacobinaa, Jacobinea, Jacominaa | Jaapje, Cobaa                                                                          | Giacomina               |
| Jasmijna  |                                 |                                                                                        | Gelsomina               |
| Jeltjea   | Jeltsjea                        |                                                                                        |                         |
| Johannaa  | Joanna, Janaa, Jannaa, Jannekea | Johannekea, Jantinea, Jantjea, Jenne, Joke, Jennigjea, Hannaa, Hannea, Hanniea, Hansje | Giovanna                |
| Jolandaa  |                                 |                                                                                        | Iolanda                 |
| Jozefiena |                                 |                                                                                        | Giuseppina              |
| Juliaa    |                                 |                                                                                        | Giulia                  |
| Julianaa  |                                 |                                                                                        | Giuliana                |
| Justinea  |                                 | Stiena                                                                                 | Giustina                |
| Jutte     |                                 |                                                                                        | Giuditta                |

## K
Maschili
| Nome      | Varianti | Ipocoristici e alterazioni | Corrispondente italiano |
| --------- | -------- | -------------------------- | ----------------------- |
| Kaia      |          |                            |                         |
| Karela    |          |                            | Carlo                   |
| Kevina    |          |                            |                         |
| Koenraada |          | Koena, Koerta              | Corrado                 |

Femminili
| Nome       | Varianti                                  | Ipocoristici e alterazioni                  | Corrispondente italiano |
| ---------- | ----------------------------------------- | ------------------------------------------- | ----------------------- |
| Katrijna   | Katriena, Katrinaa, Katelijna, Katelijnea | Karina, Katjaa, Kaatje, Katinkaa, Trijntjea | Caterina                |
| Kerstin    |                                           |                                             | Cristina                |
| Kunigondea | Cunegonde                                 |                                             | Cunegonda               |

## L
Maschili
| Nome      | Varianti        | Ipocoristici e alterazioni | Corrispondente italiano |
| --------- | --------------- | -------------------------- | ----------------------- |
| Lammerta  | Lamberta        |                            | Lamberto                |
| Laurensa  | Lourensav Larsa | Laua, Lauriea, Rensa       | Lorenzo                 |
| Leendert  |                 | Leen                       | Leonardo                |
| Leoa      |                 |                            | Leone                   |
| Leopolda  |                 |                            | Leopoldo                |
| Lieuwe    |                 |                            |                         |
| Lievena   | Lievina         |                            |                         |
| Lodewijka |                 | Lowiea                     | Ludovico                |
| Louisa    |                 |                            | Luigi                   |
| Ludgera   |                 |                            | Leodegario              |
| Ludolfa   |                 | Ludoa                      |                         |
| Luuka     | Lucasa          |                            | Luca                    |

Femminili
| Nome       | Varianti | Ipocoristici e alterazioni | Corrispondente italiano |
| ---------- | -------- | -------------------------- | ----------------------- |
| Laraa      |          |                            | Lara                    |
| Lauraa     |          | Lauriea                    | Laura                   |
| Leaha      |          |                            | Lia                     |
| Leena      |          |                            | Lena                    |
| Lijdia     |          |                            | Lidia                   |
| Lisaa      |          |                            | Lisa                    |
| Lisannea   | Lysannea |                            | Lisanna                 |
| Liselottea | Liselota |                            |                         |
|            |          | Loesa                      | Ludovica                |
| Louisea    |          |                            | Luisa                   |
| Luusa      |          |                            | Lucia                   |

## M
Maschili
| Nome         | Varianti                     | Ipocoristici e alterazioni | Corrispondente italiano |
| ------------ | ---------------------------- | -------------------------- | ----------------------- |
| Maartena     | Martena, Martijna, Marthinus | Tijna                      | Martino                 |
| Manfreda     |                              |                            | Manfredo                |
| Mannus       |                              |                            |                         |
| Marinusa     |                              | Riena                      | Marino                  |
| Mariusa      |                              |                            | Mario                   |
| Marka        |                              |                            | Marco                   |
| Marnixa      |                              |                            |                         |
| Matthijsa    | Matthiasa                    | Thijsa, Tiesa              | Mattia                  |
| Mauritsa     |                              |                            | Maurizio                |
| Maximiliaana |                              | Maxa                       | Massimiliano            |
| Meinderta    |                              |                            | Mainardo                |
| Meinea       | Meinoa, Meinta               | Mennoa, Minkea             | Maino                   |
| Michaëla     | Maikela, Michiela            |                            | Michele                 |
| Milana       |                              |                            |                         |
| Mozesa       |                              |                            | Mosè                    |

Femminili
| Nome       | Varianti                                  | Ipocoristici e alterazioni                                                                                        | Corrispondente italiano |
| ---------- | ----------------------------------------- | --- | ----------------------- |
| Maartjea   | Martinaa, Martinea                        | | Martina                 |
| Machtelda  | Mechtelda, Mathildea, Mauda               | Tila | Matilde                 |
| Madeliefa  |                                           | |                         |
| Magdalenaa |                                           | Magdaa | Maddalena               |
| Margrieta  | Margreeta, Margarethaa, Margaretaa, Marit | Maritje | Margherita              |
| Mariaa     | Marjaa                                    | Mariekea, Marijkea, Mariken, Marijsea, Mariska, Maaikea, Meikea, Maritaa, Manona, Miepa, Miesa, Riaa, Rie, Rianne | Maria                   |
| Marijna    | Marinaa                                   | | Marina                  |
| Marikea    |                                           | | Marica                  |
| Mariloua   |                                           | | Marilù                  |
| Marjana    | Mariannea                                 | | Marianna                |
| Marjoleina | Marjolijna                                | |                         |
| Marleena   |                                           | |                         |
| Marliesa   |                                           | |                         |
| Marloesa   |                                           | |                         |
| Meintjea   | Minkea                                    | |                         |
| Melaniea   |                                           | | Melania                 |
| Melissaa   |                                           | | Melissa                 |
| Miaa       |                                           | | Mia                     |
| Michellea  |                                           | | Michela                 |
| Minaa      |                                           | | Mina                    |
| Mirjama    |                                           | | Miriam                  |
| Mirthea    | Myrthea                                   | | Mirta                   |
| Monika     |                                           | | Monica                  |

## N
Maschili
| Nome      | Varianti            | Ipocoristici e alterazioni           | Corrispondente italiano |
| --------- | ------------------- | ------------------------------------ | ----------------------- |
| Nicolaasa | Nikolaasa, Nicolaes | Klaasa, Klaasje, Nicka, Nieka, Nicoa | Nicola                  |
| Norberta  |                     |                                      | Norberto                |

Femminili
| Nome     | Varianti | Ipocoristici e alterazioni             | Corrispondente italiano |
| -------- | -------- | -------------------------------------- | ----------------------- |
| Nicoleta | Nicolea  | Nicolinea, Klasinaa, Klazinaa, Klaasje | Nicoletta               |

## O
Maschili
| Nome     | Varianti | Ipocoristici e alterazioni | Corrispondente italiano |
| -------- | -------- | -------------------------- | ----------------------- |
| Olafa    |          |                            |                         |
| Oliviera |          |                            | Oliviero                |
| Ottoa    |          |                            | Oddone                  |

Femminili

## P
Maschili
| Nome    | Varianti         | Ipocoristici e alterazioni | Corrispondente italiano |
| ------- | ---------------- | -------------------------- | ----------------------- |
| Pascala |                  |                            | Pasquale                |
| Paula   | Paulus, Pauwela  |                            | Paolo                   |
| Pepijna |                  |                            | Pipino                  |
| Petera  | Pietera, Petrusa | Piera, Pieta               | Pietro                  |
| Pucka   |                  |                            |                         |

Femminili
| Nome        | Varianti                  | Ipocoristici e alterazioni | Corrispondente italiano |
| ----------- | ------------------------- | -------------------------- | ----------------------- |
| Paulaa      |                           | Pauliena                   | Paola                   |
| Petraa      |                           |                            | Pietra                  |
| Petronellaa | Pietronellaa, Pieternella | Nelleke                    | Petronilla              |
| Priscaa     |                           |                            | Prisca                  |
| Pucka       |                           |                            |                         |

## Q
Maschili
| Nome     | Varianti | Ipocoristici e alterazioni | Corrispondente italiano |
| -------- | -------- | -------------------------- | ----------------------- |
| Quintena |          |                            | Quintino                |
| Quirijna |          |                            | Quirino                 |

Femminili

## R
Maschili
| Nome       | Varianti                           | Ipocoristici e alterazioni | Corrispondente italiano |
| ---------- | ---------------------------------- | -------------------------- | ----------------------- |
| Radbouda   |                                    |                            |                         |
| Rafaëla    |                                    | Rafa                       | Raffaele                |
| Reimond    |                                    |                            | Raimondo                |
| Reina      | Riena                              |                            |                         |
| Reiniera   |                                    |                            | Raniero                 |
| Reinouta   |                                    |                            | Rinaldo                 |
| Rembrandta |                                    |                            |                         |
| Richarda   |                                    |                            | Riccardo                |
| Rippert    |                                    | Rip                        |                         |
| Robrechta  | Roberta, Robbert, Rombert, Ruperta | Roba, Robina, Boba         | Roberto                 |
| Rochusa    |                                    |                            | Rocco                   |
| Roelanda   |                                    | Roela                      | Rolando                 |
| Roelofa    | Rodolfa, Rudolfa                   | Roela, Ruuda               | Rodolfo                 |
| Rogiera    | Rutgera, Rutgert                   |                            | Ruggero                 |
| Roya       |                                    |                            |                         |
| Rubena     |                                    |                            | Ruben                   |

Femminili
| Nome     | Varianti | Ipocoristici e alterazioni | Corrispondente italiano |
| -------- | -------- | -------------------------- | ----------------------- |
| Rebekkaa |          |                            | Rebecca                 |
| Reginaa  |          |                            | Regina                  |
| Renatea  | Renéea   |                            | Renata                  |
| Rinaa    |          |                            | Rina                    |
| Roosa    | Rosaa    | Roosjea                    | Rosa                    |
| Rosannea |          |                            | Rosanna                 |
| Romy     |          |                            |                         |

## S
Maschili
| Nome        | Varianti          | Ipocoristici e alterazioni | Corrispondente italiano |
| ----------- | ----------------- | -------------------------- | ----------------------- |
| Samuel      |                   |                            | Samuele                 |
| Sandera     | Xandera           |                            | Sandro                  |
| Sebastiaana |                   | Basa, Bastiaana            | Sebastiano              |
| Sema        |                   |                            |                         |
| Servaasa    |                   | Faasa                      | Servazio                |
| Siemena     | Simona            | Siema                      | Simone                  |
| Sieuwerda   | Sjoerda           |                            |                         |
| Staasa      |                   |                            |                         |
| Stefanusa   | Stefana, Steffena | Stefa                      | Stefano                 |
| Stena       |                   |                            |                         |
| Svena       |                   |                            |                         |

Femminili
| Nome      | Varianti  | Ipocoristici e alterazioni      | Corrispondente italiano |
| --------- | --------- | ------------------------------- | ----------------------- |
| Sabiena   |           |                                 | Sabina                  |
| Samanthaa |           |                                 | Samantha                |
| Sandraa   | Xandraa   |                                 | Sandra                  |
| Saraa     |           | Saartje                         | Sara                    |
| Saskiaa   |           |                                 |                         |
| Sofiea    | Sophiea   |                                 | Sofia                   |
| Stefanaa  | Stefaniea |                                 | Stefania                |
| Sterrea   |           |                                 |                         |
| Susannaa  |           | Sanna, Sannea, Sanneke, Sjoukje | Susanna                 |

## T
Maschili
| Nome       | Varianti | Ipocoristici e alterazioni | Corrispondente italiano |
| ---------- | -------- | -------------------------- | ----------------------- |
| Theodorusa | Theodora | Dorus, Theoa               | Teodoro                 |
| Theofilusa |          | Theoa                      | Teofilo                 |
| Thijmena   | Tijmena  |                            |                         |
| Thomasa    |          | Toma, Maasa                | Tommaso                 |
| Timotheusa |          | Tima                       | Timoteo                 |
| Tjaarda    | Tjeerda  |                            |                         |
| Tobias     |          |                            | Tobia                   |
| Tygoa      |          |                            |                         |
| Tymen      |          |                            |                         |

Femminili
| Nome      | Varianti | Ipocoristici e alterazioni | Corrispondente italiano |
| --------- | -------- | -------------------------- | ----------------------- |
| Tamaraa   |          |                            | Tamara                  |
| Theresiaa |          | Theraa, Treesa             | Teresa                  |
| Thirzaa   | Thyrzaa  |                            |                         |
| Tinaa     |          | Tinekea                    | Tina                    |

## U
Maschili
| Nome | Varianti | Ipocoristici e alterazioni | Corrispondente italiano |
| ---- | -------- | -------------------------- | ----------------------- |
| Uys  |          |                            |                         |

Femminili
| Nome    | Varianti | Ipocoristici e alterazioni | Corrispondente italiano |
| ------- | -------- | -------------------------- | ----------------------- |
| Ursulaa |          |                            | Orsola                  |

## V
Maschili
| Nome       | Varianti | Ipocoristici e alterazioni | Corrispondente italiano |
| ---------- | -------- | -------------------------- | ----------------------- |
| Valentijna |          |                            | Valentino               |
| Vedastus   | Vaast    |                            | Gastone                 |
| Vincenta   |          |                            | Vincenzo                |

Femminili
| Nome     | Varianti | Ipocoristici e alterazioni | Corrispondente italiano |
| -------- | -------- | -------------------------- | ----------------------- |
| Vanessaa |          |                            | Vanessa                 |
| Veera    |          | Veerkea                    | Vera                    |
| Veerlea  |          |                            |                         |

## W
Maschili
| Nome      | Varianti  | Ipocoristici e alterazioni | Corrispondente italiano |
| --------- | --------- | -------------------------- | ----------------------- |
| Wendelina | Wendela   |                            |                         |
| Wernera   |           | Wessela                    | Guarniero               |
| Wiebea    |           | Wiboa                      |                         |
| Wilberta  |           | Wila                       | Viliberto               |
| Willema   | Wilhelmus | Wila, Willya, Wima, Pima   | Guglielmo               |
| Woba      | Wubbea    |                            |                         |
| Woutera   |           |                            | Gualtiero               |

Femminili
| Nome       | Varianti                | Ipocoristici e alterazioni            | Corrispondente italiano |
| ---------- | ----------------------- | ------------------------------------- | ----------------------- |
| Willeminaa | Willemijna, Wilhelminaa | Helmaa, Elmaa, Miena, Mijntje, Willya | Guglielmina             |
| Wilmaa     |                         |                                       | Wilma                   |

## Z
Maschili
Femminili
| Nome | Varianti | Ipocoristici e alterazioni | Corrispondente italiano |
| ---- | -------- | -------------------------- | ----------------------- |
| Zoëa |          |                            | Zoe                     |